# Fotolia
Fotolia war eine international tätige US-amerikanische Bildagentur und ein Online-Marktplatz für lizenzfreie Fotos, Grafiken, und Videos. Fotolia verfügte nach eigenen Angaben über einen Datenbestand von über 40 Millionen lizenzfreien Bildern, Grafiken und Videos (Stand: 11. Juni 2015). Hauptsitz der Firma war New York, die europäische Zentrale hatte ihren Sitz in Paris. 
Am 28. Januar 2015 gab das US-Unternehmen Adobe bekannt, dass es Fotolia vollständig übernommen habe und in sein Online-Angebot Adobe Creative Cloud integrieren werde.
Fotolia wurde am 5. November 2019 eingestellt.

## Geschichte
Die Microstock-Agentur wurde Ende 2004 von Thibaud Elzière, Oleg Tscheltzoff und Patrick Chassany gegründet. 
Die US-Beteiligungsgesellschaft Kohlberg Kravis Roberts & Co. (KKR) hielt seit Mai 2012 rund 50 Prozent der Anteile an Fotolia.

## Dienstleistungen
Die Fotos wurden ausschließlich über das Internet vertrieben. Der Bilderbezug war entweder dateiweise oder im Abonnement möglich. Neben der englischen Sprachvariante war Fotolia in 23 weiteren Sprachen verfügbar. Für den Download und die Nutzung der Werke wurden Lizenzgebühren erhoben. Diese wurden auf der Webseite in Credits ausgewiesen und beglichen. 
Um Bilder verkaufen zu können, war eine Registrierung mit Namen, Adresse und einer gültigen E-Mail-Adresse sowie die Hinterlegung eines amtlichen Identifikationspapiers im Format JPEG oder PDF nötig.
Anbieter konnten den Status „Voll Exklusiver Anbieter“ wählen. Dieser ermöglichte höhere Kommissionen für jeden Bildverkauf und dass die Verkaufspreise für die Bilder nach den Preisbedingungen von Fotolia selbst bestimmt wurden. Im Gegenzug durften keine Bilder auf anderen lizenzfreien Microstock-Fotowebseiten oder auf der eigenen Webseite kostenlos oder zum Verkauf angeboten werden.

## Fotolia Service
Die im Mai 2011 gegründete deutsche Niederlassung Fotolia Service mit Sitz in Berlin-Prenzlauer Berg steht unter der Leitung von Martin Ruge-Freiherr Löw von und zu Steinfurth.